# Anaheim Ducks
Los Anaheim Ducks (en español, Patos de Anaheim) son un equipo profesional de hockey sobre hielo de los Estados Unidos con sede en Anaheim, California. Compiten en la División Pacífico de la Conferencia Oeste de la National Hockey League (NHL) y disputan sus partidos como locales en el Honda Center.
El equipo fue fundado en 1993 por la Walt Disney Company como Mighty Ducks of Anaheim, nombre inspirado en la película The Mighty Ducks. En 2005 Disney vendió el equipo a Henry y Susan Samueli y un año más tarde lo renombraron a simplemente Ducks.
A lo largo de su historia los Ducks han ganado una Copa Stanley, dos títulos de conferencia y seis títulos de división.

## Historia

### 1993-2005: The Mighty Ducks
Los Mighty Ducks of Anaheim (en español "Los patos poderosos") fue fundado en 1993 por la compañía multinacional de entretenimiento Walt Disney Company. El nombre para el equipo fue escogido a partir de la película de Disney The Mighty Ducks (conocida en España como "Somos los mejores" y en México como "Los Campeones"), basada en la historia de autosuperación de un grupo de chicos desafortunados que pasan de ser uno de los peores equipos a ser campeones. La buena recepción de la película hizo incluso que la compañía lanzara una serie de animación titulada Mighty Ducks, basada en un equipo de hockey formado por patos.
El nuevo equipo estaría situado en Anaheim, cerca de Disneyland, y jugaría sus partidos como local en la Anaheim Arena (actual Honda Center). Como primera elección de draft del equipo, los Mighty Ducks escogieron a la joven promesa Paul Kariya. Rápidamente este jugador se convertiría en uno de los favoritos de la afición de Anaheim y en uno de los estandartes de la franquicia.
Las primeras temporadas del equipo no fueron especialmente buenas, con un discreto debut en 1994 en el que el club quedó en el cuarto lugar de su división, y en la temporada siguiente quedarían últimos. La situación cambiaría en 1996, cuando el club sella un acuerdo de varios canjes con los Winnipeg Jets entre los cuales destacan Chad Kilger y futuras elecciones de draft como Teemu Selanne o Marc Chouinard que en un futuro fueron decisivas para la consolidación del equipo.
La temporada 1996-97 fue la primera en la que el equipo clasificó a los playoffs al terminar en el cuarto lugar de la Conferencia, cayendo en la postemporada ante los Detroit Red Wings en la segunda ronda. El club regresó de nuevo al playoff en 1998-99 volviendo a perder frente al mismo rival, en esta ocasión en los cuartos de final de Conferencia.
Tras varias malas temporadas, el equipo clasificó a los playoffs en 2003, derrotando por fin a Detroit y, en las siguientes fases, a los Dallas Stars y al Minnesota Wild llegando por primera vez en su historia a la Final de la Stanley Cup frente a los New Jersey Devils. El club peleó por conquistar  el título en una apretada serie que se decidió en el séptimo y decisivo encuentro, pero perdió por 3-0 y el equipo de Nueva Jersey resultó vencedor. A pesar de la derrota, el portero de los Ducks Jean Sebastien Giguere logró el Conn Smythe Trophy como Jugador Más Valioso durante los playoffs.
La temporada 2004 trajo varios cambios, siendo el más importante la salida de su estrella Paul Kariya. Anaheim contrarrestó las bajas con la contratación de la estrella de Detroit, Sergei Fedorov, y de Tampa Bay Lighting Vaclav Prospal. Sin embargo, dicha temporada fue una gran decepción del club ya que no lograron clasificarse para los playoffs.

### 2005-presente: Anaheim Ducks

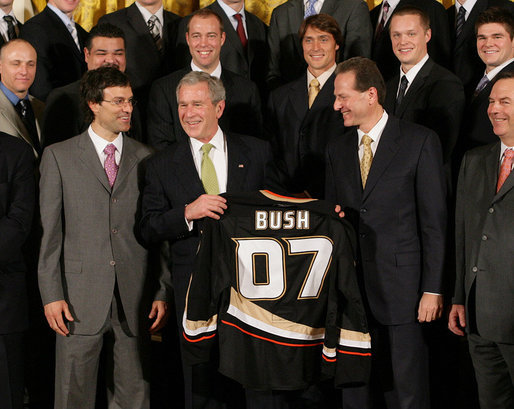
George W. Bush recibe en 2007 una camiseta de los Ducks en la tradicional recepción a los campeones de Liga.

Durante el verano de 2004, la huelga de jugadores de la NHL que se suscitó impidió llevar a cabo la temporada en su totalidad y provocó que Disney quisiera poner en venta la franquicia. La compañía vendió los Ducks por una oferta de 75 millones de dólares al fundador de la empresa Broadcom, Henry Samueli, y a su esposa Susan. Los nuevos propietarios manifestaron su deseo de mantener la franquicia en Anaheim y contrataron a Brian Burke, exdirectivo de los Vancouver Canucks, como nuevo gerente general. Su nuevo presidente sería Randy Carlyle, procedente de un equipo de las ligas menores afiliado a los Canucks.
Para la temporada 2005-06 los Ducks se deshicieron de sus estrellas Petr Sykora y Fedorov en favor de jugadores jóvenes y promesas como Ryan Getzlaf, Corey Perry, Chris Kunitz y Joffrey Lupul además del posterior regreso de otras estrellas como Teemu Selanne. A pesar del duro comienzo de temporada, el plan funcionó y los Ducks terminaron la temporada en sexto lugar de su Conferencia clasificándose para los playoffs. En la postemporada el equipo encadenó una buena racha que solo fue frenada en las Finales de Conferencia por los Edmonton Oilers. En enero de 2006 el club anunció el cambio de nombre, logo y colores de los Mighty Ducks al actual, Anaheim Ducks, a partir de la temporada 2006-07. Como referencia al pasado del club, se mantuvo a Wildwing como mascota.
En 2006-07 el club contrató a Chris Pronger como defensa estrella y se presentó como uno de los favoritos para ganar el título, y tras un comienzo de temporada espectacular los Ducks lograron ser campeones de su división y segundos en su Conferencia. Tras vencer al Minnesota Wild, Vancouver Canucks y Detroit Red Wings, Anaheim llegó a la Final de la Stanley Cup. En esa instancia, el equipo californiano logró imponerse a sus rivales, los Ottawa Senators, y se alzaron con la primera Copa Stanley de su historia al ganar la serie en cinco partidos (4-1).
Después de sufrir varias bajas, el club defendió su condición de campeón la siguiente temporada pendientes del posible retiro de su capitán Scott Niedermayer, quien finalmente renovaría por una temporada más. Anaheim terminó cuarto en su Conferencia y cayó en la primera ronda de los playoffs ante los Dallas Stars.
En la temporada 2012-2013 regresó al protagonismo ganando su división y posicionarse en segundo lugar de su conferencia, lamentablemente quedó eliminado por Detroit Red Wings en la primera ronda de los playoffs.

## Arena

### Honda Center

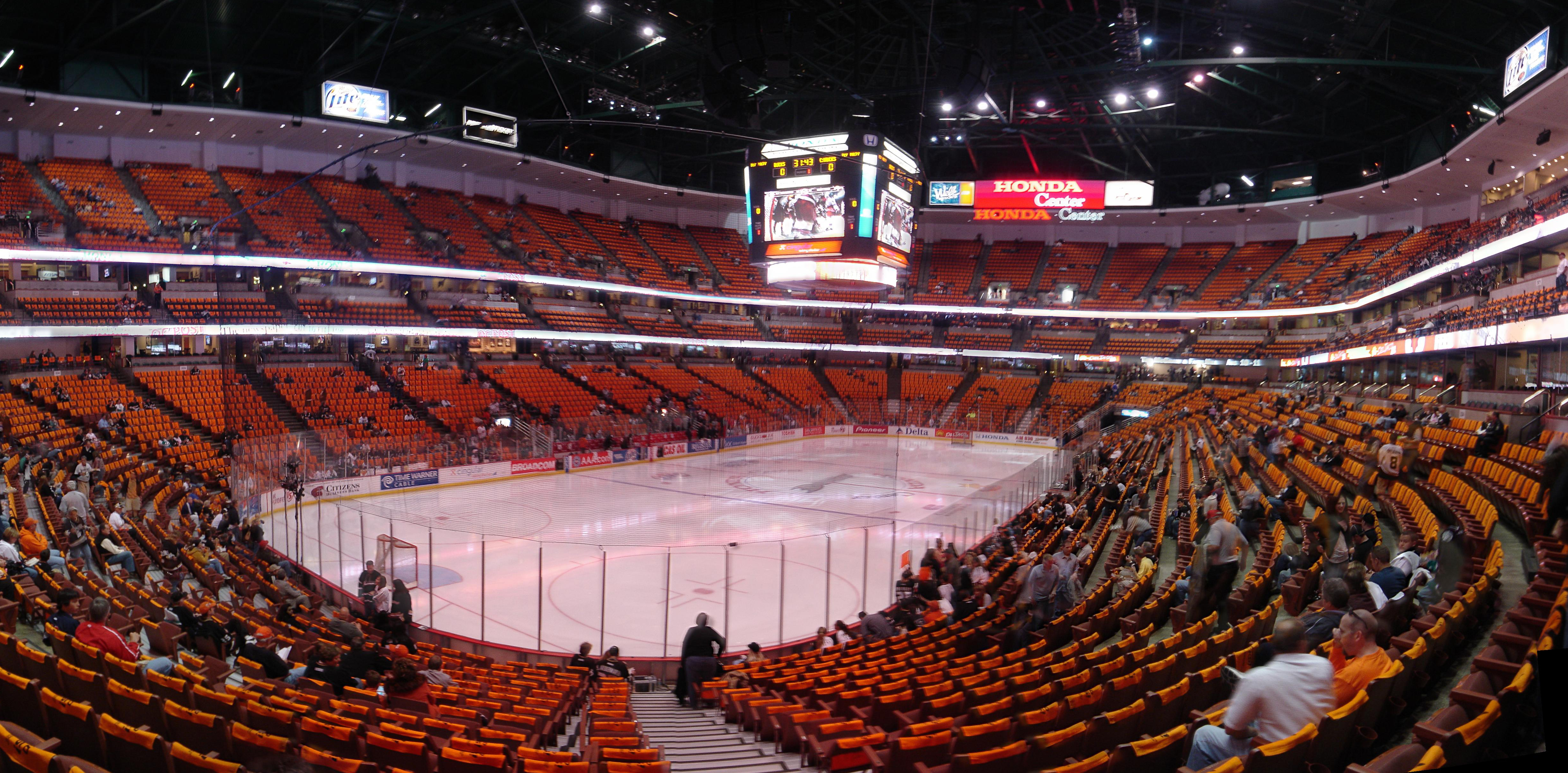
Imagen al interior de "The Pond".

El recinto donde Anaheim disputa habitualmente sus partidos como local es el Honda Center. Conocido antes como "Arrowhead Pond" y popularmente como The Pond, fue construido en 1993 con un coste de 123 millones de dólares y denominado originalmente como Anaheim Arena. Alberga basquetbol y hockey, así como conciertos de artistas reconocidos.
Tiene capacidad para 17,100 personas.

## Palmarés
- Stanley Cup: 1 (2006-07)
- Campeón de Conferencia Oeste: 2 (2002-03, 2006-07)
- Campeón de División Pacífico: 6 (2006-07, 2012-13, 2013-14, 2014-15, 2015-16, 2016-17)

### Trofeos individuales
- Hart Trophy: Corey Perry (2010-11)

- Bill Masterton Memorial Trophy: Teemu Selanne (2005-06)

- Conn Smythe Trophy: Jean-Sébastien Giguère (2002–03) y Scott Niedermayer (2006–07)

- Lady Byng Memorial Trophy: Paul Kariya (1995-96, 1996-97)

- Trofeo Maurice Richard: Teemu Selanne (1998–99)

## Imagen del equipo

### Logo y uniforme
El logotipo actual de los Ducks es un pie de pato que forma una D, seguida de las otras letras que forman la palabra "Ducks", con el nombre de la ciudad encima. El anterior logotipo era una máscara de portero con la forma de un pato, y junto a ella había dos sticks de hockey que se cruzaban. Los colores del equipo también cambiaron. Durante el periodo que la compañía Disney controló el club, los colores eran el verde-celeste, blanco y morado. Con el cambio de propietarios pasaron al negro, dorado, blanco y naranja.

### Mascota
La mascota del club permanece desde los inicios de la franquicia. Es un pato antropomórfico llamado Wildwing, que porta el número #93 a la espalda (año de creación de la franquicia). El personaje lleva máscara, similar al antiguo símbolo del club, y está basada en el protagonista de la serie de animación que hizo Disney, llamado Wildwing Flashblade. A pesar del cambio de propietarios, la mascota permaneció por deseo de los fanes del club como un vínculo al pasado de la franquicia.

## Curiosidades
- Los Mighty Ducks lograron mucha repercusión durante su estreno como franquicia gracias a la película realizada por Disney en 1992, The Mighty Ducks, y gracias a la cual se creó el equipo. La empresa decidió que el lanzamiento de las equipaciones y nombre del nuevo club fuera lo más cercano posible al lanzamiento de la película para darse a conocer a un número mayor de gente. La imagen del equipo fue un éxito de marketing durante sus primeros años.[2]
- En la final de 2003 de la Stanley Cup Rob Niedemayer, de los Ducks, se enfrentó a su hermano Scott Niedemayer, de los Devils. Posteriormente Scott jugaría en Anaheim llegando incluso a ser el capitán del equipo.
- En el octavo episodio de la sexta temporada de Los Simpsons, titulado Lisa y los deportes, el equipo de hockey donde Bart juega se llama Mighty Pigs, una evidente parodia del antiguo logo de los Mighty Ducks pero con la máscara con forma de cerdo. Su entrenador no era otro que el jefe Wiggun.